# Selva i bruguerar de Madagascar
La regió de selva i bruguerar de Madagascar és una ecoregió inclosa a la llista Global 200 del WWF. Inclou les selves humides de Madagascar i cobreix tot l'est i el centre de l'illa. Està formada per tres ecoregions:
- Selva subhumida de Madagascar
- Selva de terres baixes de Madagascar
- Bruguerar de Madagascar